# Phyllis A. Whitney
Phyllis Ayame Whitney (9 de septiembre de 1903 - 8 de febrero de 2008) fue una escritora estadounidense de novelas de misterio.
Nació en Japón, pero de padres estadounidenses y pasó sus primeros años en Asia. Raras por su género, sus novelas se dirigían tanto a un público joven como adulto, muchas de las cuales reflejaban características de lugares exóticos. Un crítico de The New York Times la denominó una vez como "La Reina de los Góticos Americanos".
Whitney escribió más de setenta novelas. En 1961, su libro The Mystery of the Haunted Pool ganó el Premio Edgar de la Mystery Writers of America a la mejor novela juvenil, en 1964 lo volvió a recibir por la novela The Mystery of the Hidden Hand. En 1988, la Mystery Writers of America le concedió el Grand Master Award por el conjunto de toda su obra.
Falleció de una neumonía en Faber, Virginia, Estados Unidos, en la madrugada del 8 de febrero de 2008, a la edad de 104 años, después de mucho tiempo (desde 1997) sin haber publicado nada.

## Publicaciones
| - A Place for Ann (1941) - The Mystery of the Gulls - Red is for Murder (1943) - The Quicksilver Pool (1955) - The Trembling Hills (1956) - Skye Cameron (1957) - The Moonflower (1958) - Thunder Heights (1960) - Blue Fire (1960) - The Mystery of the Haunted Pool (1961) - Window on the Square (1962) - Seven Tears for Apollo (1963) - Black Amber (1964) - Black Swan (1995) - The Mystery of the Hidden Hand (1964) - Sea Jade (1965) | - Columbella (1966) - Silverhill (1967) - Hunter's Green (1968) - The Winter People (1969) - Lost Island (1970) - Listen for the Whisperer (1972) - Snowfire (1973) - The Turquoise Mask (1974) - Spindrift (1975) - The Golden Unicorn (1976) - The Stone Bull (1977) - The Glass Flame (1978) - Domino (1979) - Poinciana (1980) | - Vermilion (1981) - Emerald (1983) - Rainsong (1984) - Dream of Orchids (1985) - The Flaming Tree (1986) - Silversword (1987) - Feather on the Moon (1988) - Rainbow in the Mist (1989) - The Singing Stones (1990) - Woman Without a Past (1991) - The Ebony Swan (1992) - Star Flight (1993) - Daughter of the Stars (1994) - Amethyst Dreams (1997) |